# Xanthotis
Xanthotis là một chi chim trong họ Meliphagidae.